# ヤン・ポガニー
ヤン・マシュランキェヴィチ＝ポガニー（ポーランド語: Jan Maślankiewicz-Pogany、1960年6月23日 - ）は、ポーランドの作曲家、指揮者、チェリスト、画家。

## 略歴
- 1982年から1986年までの間、ポーランド・ヴロツワフにあるヴロツワフ音楽大学にて、チェロ・作曲を専攻。
- 1986年 - ドイツ・ミュンヘンに在住し、ミュンヘンにあるリヒャルト・シュトラウス音楽院にて、チェロ・指揮法を専攻。
- 1988年 - チェロ奏者としてミュンヘン・フィルハーモニーにおいて行われた、英国・チャールズ皇太子への歓迎演奏会にて、ソロ演奏を披露し絶賛された。
- 1992年 - 音楽院首席を卒業。その後、ピアニストのウルズラ・ミットレンガとのデュオでヨーロッパ各地で演奏し成功を収める。
- 1998年 - カメラータ・ヴロツワフの常任指揮者として活動。
- 2002年 - ドイツ系テレビ局のSat.1（英語版）・サスペンス連続ドラマ「Mit Herz und Handschellen」からの依頼で楽曲提供。本格的な作曲活動開始。
- 2005年 - コウォブジェク市からの依頼で同市750年周年記念式典祝賀カンタータを作曲。コウォブジェク市750年周年記念式典にて初演。
- 2011年 - ポーランド・カチンスキ前大統領夫妻追悼「レクイエム」がポーランド国内テレビ局より放映され、ポーランド全土で注目を浴びる。
- 2012年 - オマーン王国より招聘され、ロイヤル・オペラ・ハウス・マスカットにて指揮。映画音楽の巨匠であるフランス人作曲家、ミシェル・ルグラン氏の公演にて共演。
- 2014年5月 - 国際ブラームスフェスティバル・ヴロツワフ総監督就任。

## 受賞歴
- スペイン・トレヴィエ国際作曲コンクール第2位（2008年）
- ルクセンブルク国際作曲コンクール第3位（2009年）

## 主な作品
- 2002年　ドイツ系テレビ局SAT1　サスペンス連続ドラマ"Mit Herz und Handschellen"　楽曲提供
- 2005年　コウォブジェク市750年記念式典祝賀カンタータ　"コウォブジェク・カンタータ"
- 2006年　チェロとオーケストラの為の幻想曲
- 2007年　テノール・ヴァイオリン・オーケストラの為のカンタータ"La Voce del Destino"
- 2008年　オペラ"Acrobat",作曲者本人による台本。
- 2008年　オーケストラの為の前奏曲とワルツ
- 2009年　ポーランド・ベルカント歌手、カヴェツカへのレクイエム
- 2009年　ミュージカル"クルーズ"
- 2011年　ポーランド前大統領追悼"レクイエム"　2011年4月8日ヴロツワフ放送局大ホール、9日ブジェーク市にて初演
- 2011年　"Rhapsody of Japan"　2011年9月24日　ヴロツワフ大学　アウラ　レオポルディナにて初演

## 代表作
レクイエム

私のレクイエムは、希望に満たされ、
決して悲しみに泣き果てるものではない。
人はいつしか時の鍵によって封じられその生涯を終える。
しかしそれは、永久への前奏だということ  でもあるのだ----ヤン・ポガニー 